# Chemilly-sur-Yonne
Chemilly-sur-Yonne är en kommun i departementet Yonne i regionen Bourgogne-Franche-Comté i norra Frankrike. Kommunen ligger i kantonen Seignelay som tillhör arrondissementet Auxerre. År 2022 hade Chemilly-sur-Yonne 895 invånare.

## Befolkningsutveckling
Antalet invånare i kommunen Chemilly-sur-Yonne
| Referens: INSEE |